# Франческо Марино Караччоло
Франческо Марино Караччоло (итал. Francesco Marino Caracciolo; 26 или 29 января 1631, Авеллино — 12 декабря 1674, Неаполь), 4-й князь ди Авеллино, 5-й герцог ди Атрипальда — государственный деятель Неаполитанского королевства.

## Биография
Сын Марино II Караччоло, 3-го князя ди Авеллино, и Франчески д'Авалос д'Аквино д'Арагона, родившийся после смерти отца.
Неаполитанский патриций, 2-й маркиз ди Сансеверино, 2-й граф ди Серино, великий канцлер Неаполитанского королевства.
Был крещен аббатом Монтеверджино в воде из реки Иордан, привезенной одним францисканцем из Сансеверино из Святой земли в терракотовом сосуде. Крестной матерью была инфанта Мария, королева Венгрии, гостившая в Авеллино в декабре 1630. Она передала доверенность Джованне Караччоло, княгине Риччи, дочери Марино I, которая и совершила обряд.
Юный князь находился под опекой своего дяди Томмазо Караччоло, епископа Кирены, который, в частности, исполнял за него обязанности великого канцлера. В 1636 году Франческо Марино стал капитаном роты тяжеловооруженных всадников. Затем опеку осуществлял другой дядя — Джузеппе Караччоло, князь Тореллы.
В 1647 году в Неаполе вспыхнуло восстание Мазаньелло, и князь Авеллино направил наемников, чтобы помочь его подавить. Бомбардировка Неаполя королевским флотом привела к антииспанской революции и провозглашению Неаполитанской республики во главе с герцогом де Гизом. В Кампанию направились отряды восставших под командованием Паоло ди Наполи и Себастьяно ди Бартоло. Князь, находившийся в Монторо, при известии о восстании в Сансеверино и приближении мятежников отступил в Авеллино. Паоло ди Наполи занял Атрипальду, затем повстанцы двинулись на Авеллино. Франческо Марино имел приказ вице-короля, требовавшего оборонять город, имевший стратегическое значение, но, не располагая достаточными силами, бежал в Капую, а 15 декабря присоединился к дяде Джузеппе в Аверсе, где собралось значительное число баронов, верных Испании. 19 декабря повстанцы заняли Авеллино, и грабили его до самого Рождества, сильно разрушив дворец и большую часть зданий.
На военном совете 6 января князь высказался против эвакуации, и его предложение было одобрено большинством голосов. Франческо Марино отправился в Капую, затем в Гаэту, и 22 февраля достиг части Неаполя, остававшейся под контролем вице-короля. Революция закончилась после отъезда герцога де Гиза, и князь Авеллино принял участие в отвоевании районов Неаполя, занятых повстанцами. Выступив в апреле из Неаполя, князь вернул Сансеверино, а 19 апреля занял Авеллино, выбив оттуда отряды народного ополчения.
В июне князь, содействовавший Хуану Австрийскому в наведении порядка, передал новому вице-королю графу де Оньяте священника из Атрипальды, у которого были обнаружены французские письма. В августе французский флот принца Томмазо Савойского, захвативший Прочиду, высадил десант во Вьетри, близ Салерно, и князь Авеллино отличился при обороне этого плацдарма.
Приняв участие в местной фронде, недовольной авторитарной политикой наместника, Франческо Марино дважды подвергся краткому аресту и заключению в Кастельнуово, но уже в октябре 1650 участвовал в благодарственном молебне в церкви дель Кармине в Неаполе по случаю удачного исхода экспедиции против Порто-Лонгоне, за несколько лет до этого захваченного французами. В конце 1652 года участвовал в той же церкви в таком же мероприятии, посвященном отвоеванию Барселоны.
В 1653 году по поручению графа де Оньяте Франческо Марино отправился в Рим для принесения понтифику традиционной символической дани, подтверждавшей вассалитет Неаполя. Князь Авеллино передал Иннокентию X 7 тыс. дукатов и белую кобылу. Он принял участие в помпезном шествии, которое состоялось в Риме 28 июня, а праздник апостолов Петра и Павла, но вернулся в Неаполь, не дожидаясь папского разрешения.
14 ноября 1654 герцог де Гиз высадился в Кастелламаре, и Франческо Марино, как до этого его отец и дед, возглавил неаполитанскую тяжелую кавалерию в чине генерала, сражаясь против французов. В 1655 году он привел кавалерийский корпус на помощь Павии, осажденной герцогом Моденским, и вернулся в Неаполь в начале следующего года, когда началась эпидемия чумы. Весну он провел в столице, исполняя свои служебные обязанности, как великий канцлер, а 10 июня прибыл в Авеллино, где эпидемия была в самом разгаре. Князь принимал все возможные меры по борьбе с инфекцией, но лишь 9 декабря с остатками населения города (выжило две с половиной из 10 тысяч населения) смог торжественно исполнить Te Deum.
В 1661 году стал генерал-кампмейстером Миланского герцогства, в следующем году прибыл ко двору в Мадрид, вероятно, в надежде получить достоинство гранда Испании. Этого он не добился, но в 1663 году стал членом Коллатерального совета, а 18 июня был пожалован в рыцари ордена Золотого руна. 23 марта 1664 Филипп IV сделал пост великого канцлера наследственным в его семье. В феврале 1672 князь Авеллино, выступавший против контроля над ростом цен, в пользу чего выступал наместник, заболел. К началу 1673 года его здоровье улучшилось, и князь был в числе вельмож, приветствовавших наместника маркиза де Асторга, но в июле 1674 болезнь обострилась, и 12 декабря князь скончался в Неаполе. Он был погребен в церкви дель Кармине в Авеллино.
Франческо Марино был известен, как меценат, пригласивший для восстановления Авеллино знаменитого архитектора и скульптора Козимо Фанзаго. Он основал в своем дворце в Атрипальде Академию дельи Инчерти, куда, в основном, входили религиозные деятели, а в 1666 году восстановил созданную его отцом Академию дельи Инквиети. Князю посвящали свои произведения неаполитанские поэты, в том числе Шипионе Бонабелла и Джузеппе Баттиста.

## Семья
Жена (7.11.1666): Джеронима Пиньятелли Тальявия д'Арагона Кортес (5.03.1644—16.11.1711), дочь Этторе IV Пиньятелли, герцога ди Монтелеоне, и Джованны Тальявия д'Арагона Кортес, герцогини ди Терранова
Дети:
- Марино Франческо Мария (7.07.1668—18.02.1720), князь Авеллино. Жена (1687): Антония Спинола (1659—1744), дочь Паоло Спинолы, герцога ди Сансеверино и маркиза де лос Бальбасес, и Анны Колонна
- Франческа (8.09.1669—23.03.1729). Муж (17.09.1682): Джузеппе Караччоло, 3-й князь ди Торелла (1657—1712)
- Джованна (23.07.1672—?). Муж (12.11.1690): Никола д'Авалос д'Аквино д'Арагона (ум. 1729), 6-й князь ди Монтезаркьо, 3-й князь ди Троя